# 基督教聯合醫院

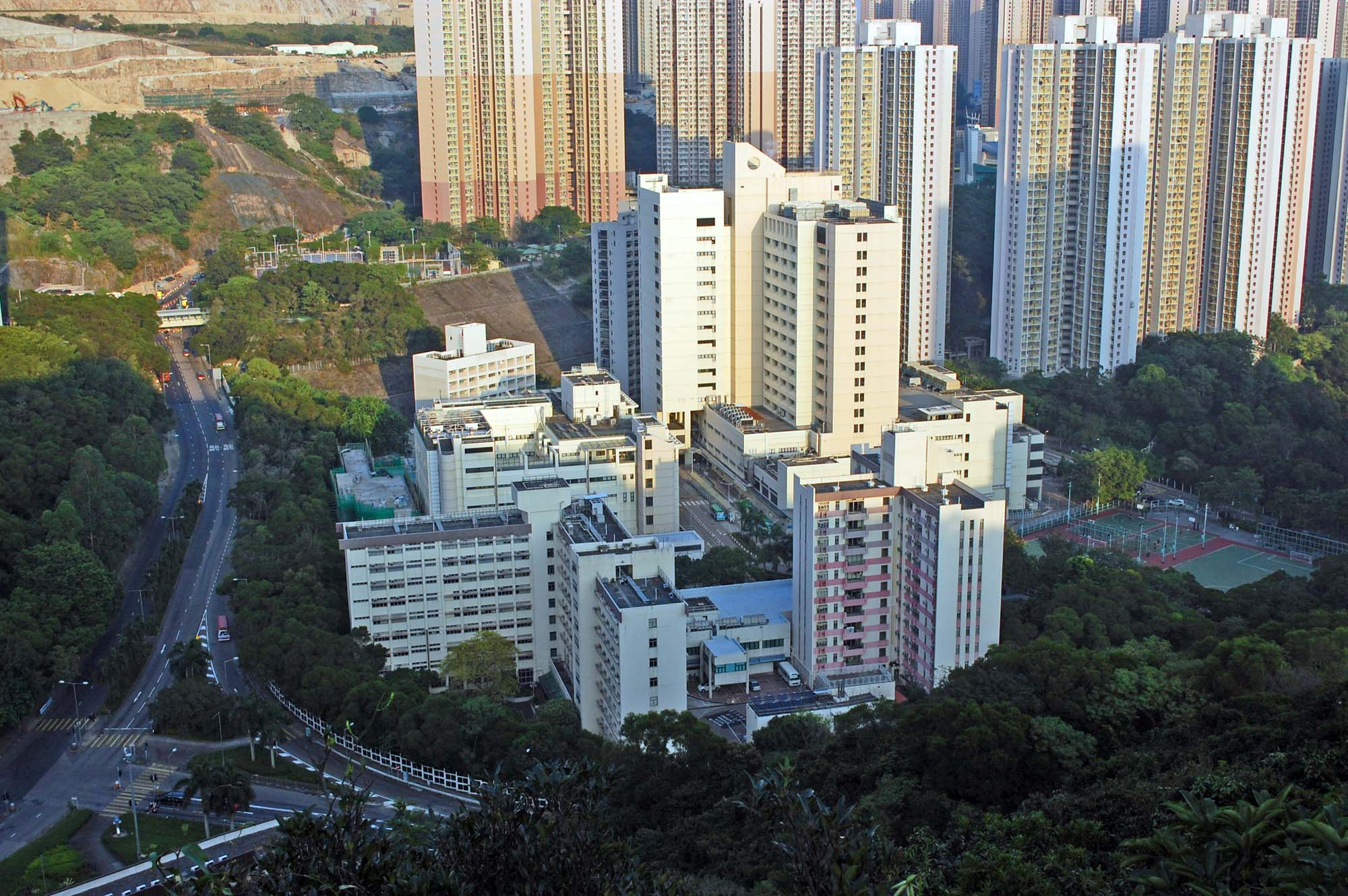
基督教聯合醫院西面（2014年）

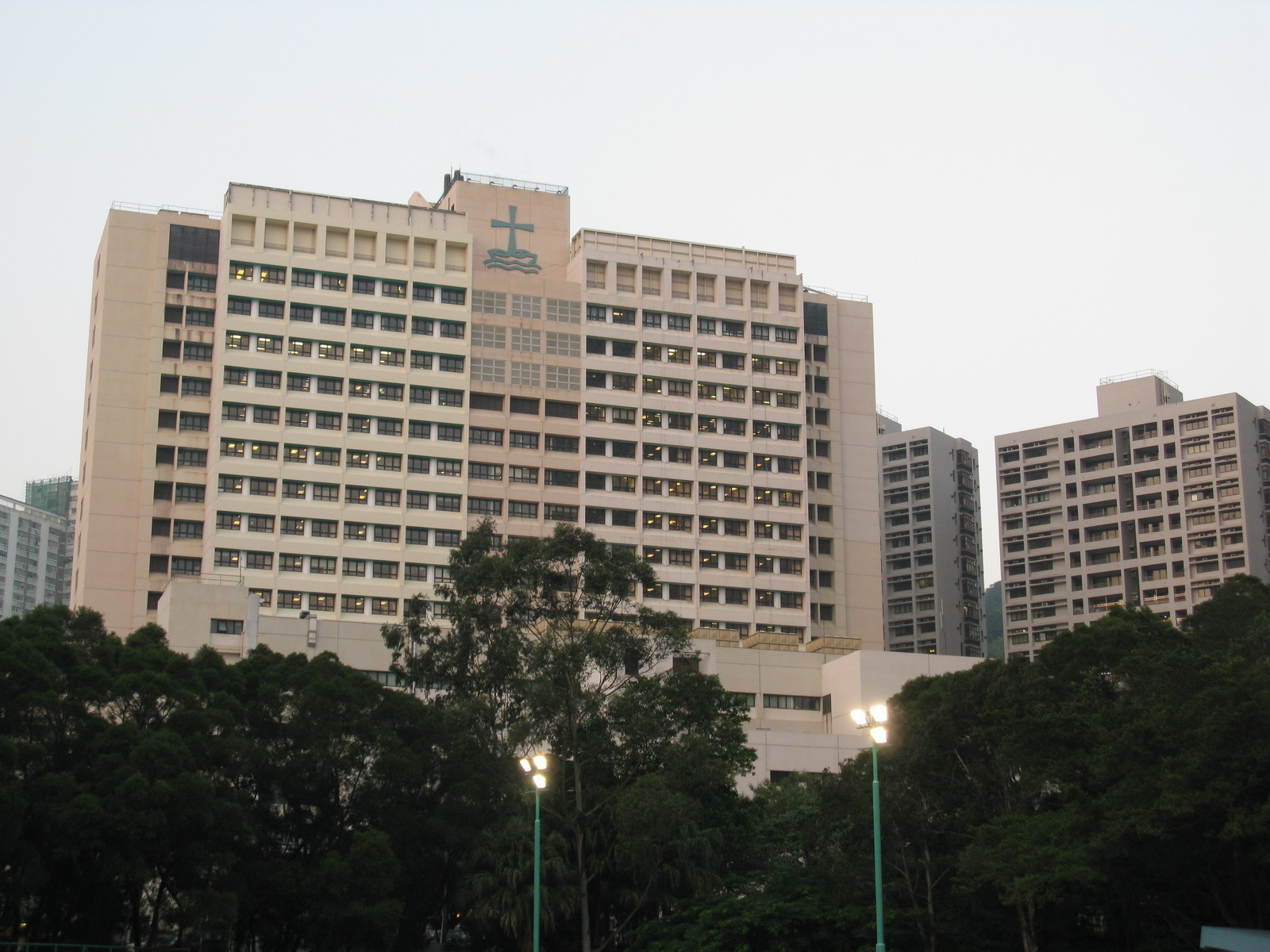
基督教聯合醫院外觀（2007年）

基督教聯合醫院（英語：United Christian Hospital），是一間位於香港觀塘的由基督教團體成立大型公立醫院，坐落九龍觀塘協和街130號，於1973年由香港基督教協進會及雅麗氏何妙齡那打素醫院合作創立，由醫院管理局管理，隸屬九龍東聯網。
基督教聯合醫院為全科醫院，提供服務包括24小時急症室、住院、日間醫院、門診和社區護理服務，共設病床約1,500張，主要服務對象為東九龍居民；同時亦為香港中文大學那打素護理學院等專職醫療學系學生的教學醫院。此外，聯合醫院院還負責管理區內五間普通科門診診所、茶果嶺道尤德夫人分科診療所（職業治療服務和藥房服務）及容鳳書紀念中心（老人科日間醫院、物理治療、精神科及放射診斷服務）。
創院院長為已故倫敦傳道會傳教士柏特森醫生（Dr. E.H. Paterson）（1920年–2013年1月12日）。

## 建築
聯合醫院的主要設施均置於P座「新翼大樓」和S座「邵逸夫大樓」，其餘尚有J座「陳國本大樓」、K座「林護堂」、L座「林植豪堂」和Q座用以安置受影響而已被拆卸的F座「吳泳棠大樓」、G座「馮朗庭紀念大樓」、H座和P座（低座）裏面之設施和服務的「臨時調遷大樓」。

## 歷史
基督教聯合醫院在1973年12月6日啟用，並由香港總督麥理浩主持開幕，前身為一間由基督教團體成立的補助醫院，故1991年由醫院管理局管理後，聯合醫院是全港唯一一間急症室需要收費的醫院。1996年聯合醫院的急症室需要收取34元。
由於觀塘區的人口急速增長，導致日間護理及住院服務的需求日增，九龍東醫院聯網人口與病床數目的比例為每1,000人2.2張，遠低於醫院管理局整體的每1,000人2.9張。醫院管理局於2008年就聯合醫院擴建工程展開初步規劃，獲得立法會原則上接納擴建計劃後聘請顧問進行各項初步技術評估。建議的擴建工程包括拆卸現有四座醫院大樓及一所附翼樓，用以興建兩座分別為日間醫療服務暨病理學大樓及員工大樓。當部分原有服務和設施遷往兩幢新大樓後，騰空的地方將會作出改善、擴充及理順現有部門及服務，亦將會在現有的醫院大樓開設延續護理及腫瘤科病房。

### 擴建計劃
聯合醫院每年處理約3,000宗癌症新症，主要是乳癌、肺癌和腸癌，惟只有5%個案可以留宿聯合醫院跟進治理，餘下95%病人需要跨區到其他醫院接受治療，聯合醫院申請68億港元增建癌症中心在《2011至2012年度香港行政長官施政報告》發表後獲得香港政府同意撥款。根據《2012年至2013年度香港政府財政預算案》，特區政府撥款70億港元用以擴建聯合醫院，工程將會於2014年啟動，當時預計於2022年至2023年竣工，屆時床位數目將會由1,400張增加至1,700張。不過直到2021年4月，地盤仍在進行地基工程，延遲至2025年下半年起分階段竣工。
2020年6月，財委會通過162億元的基督教聯合醫院擴建計劃。工程完成後，會有超過2000張病床，並增至180間門診診症室，手術室由13間增至18間，急症室等設施亦會進行擴充。
聯合醫院重建工程進行期間，2024年9月9日爆發了外勞被壓榨以及拖欠薪金的勞資糾紛事件，抗議管理公司濫收費用，隨後便被公司即時解僱。經發展局、勞工處、醫管局等政府部門協調後，所有工人都在9月12日復工。

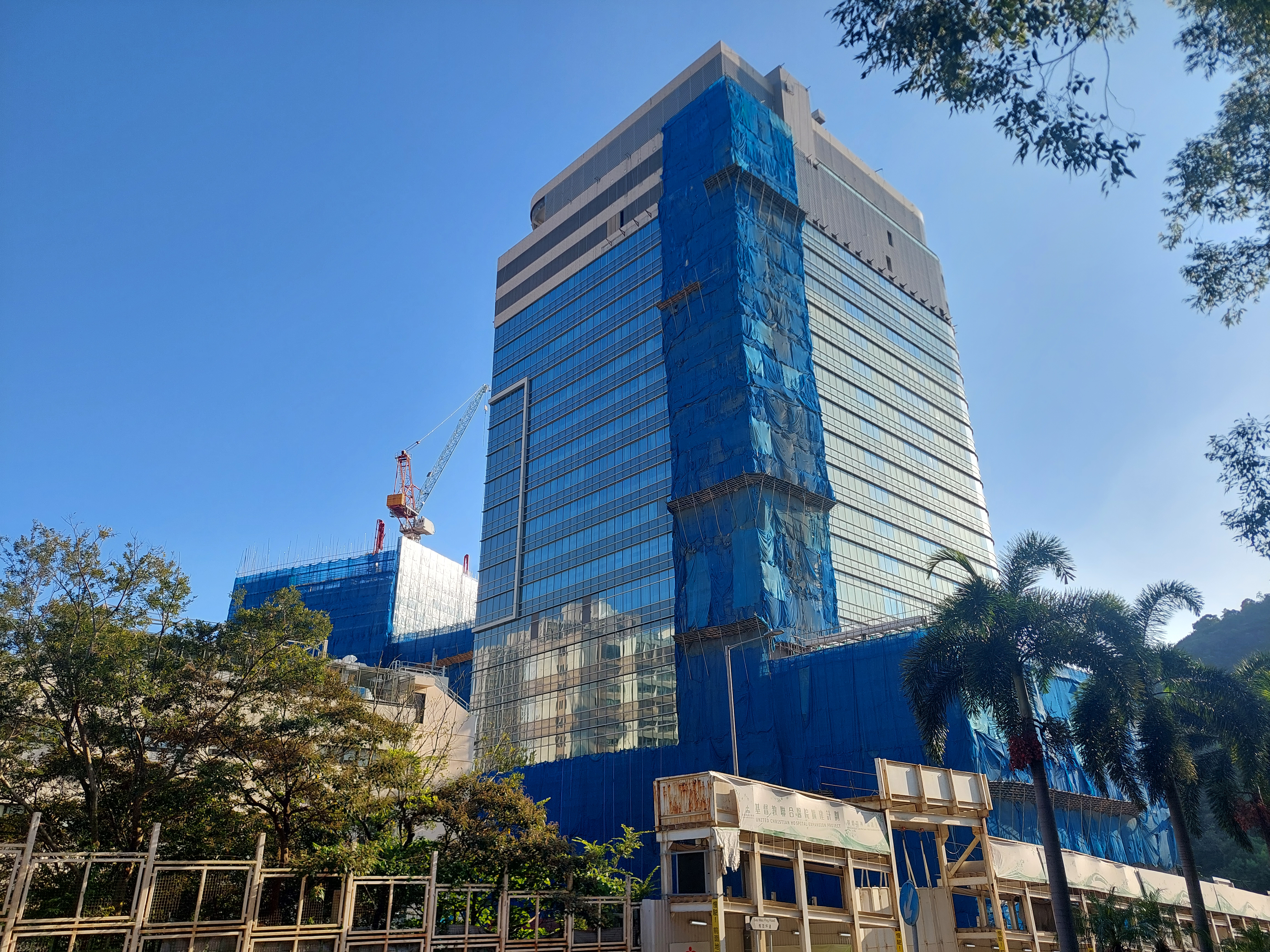
基督教聯合醫院局部重建工程（2024年8月）
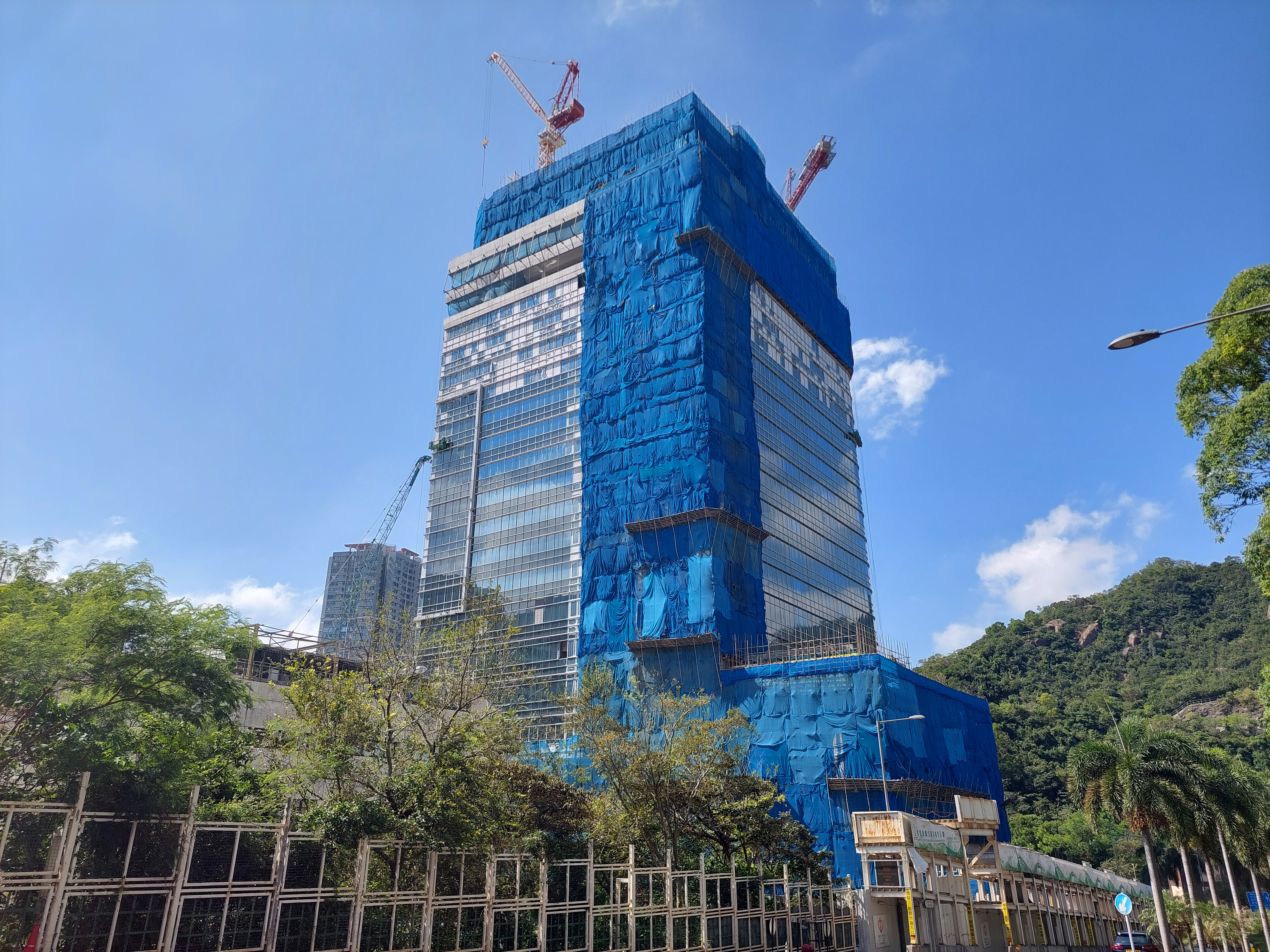
基督教聯合醫院局部重建工程（2023年11月）
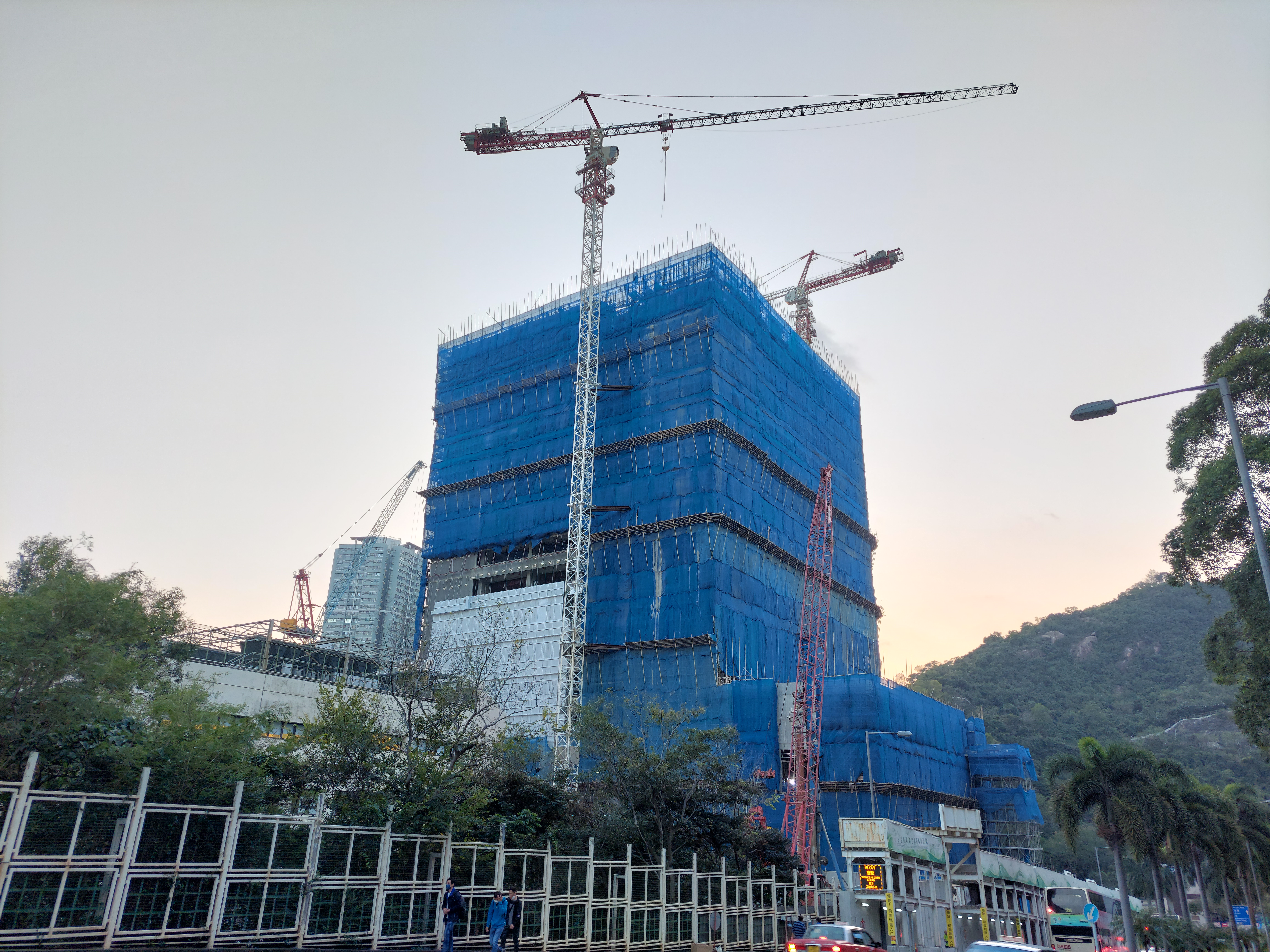
基督教聯合醫院局部重建工程（2022年12月）
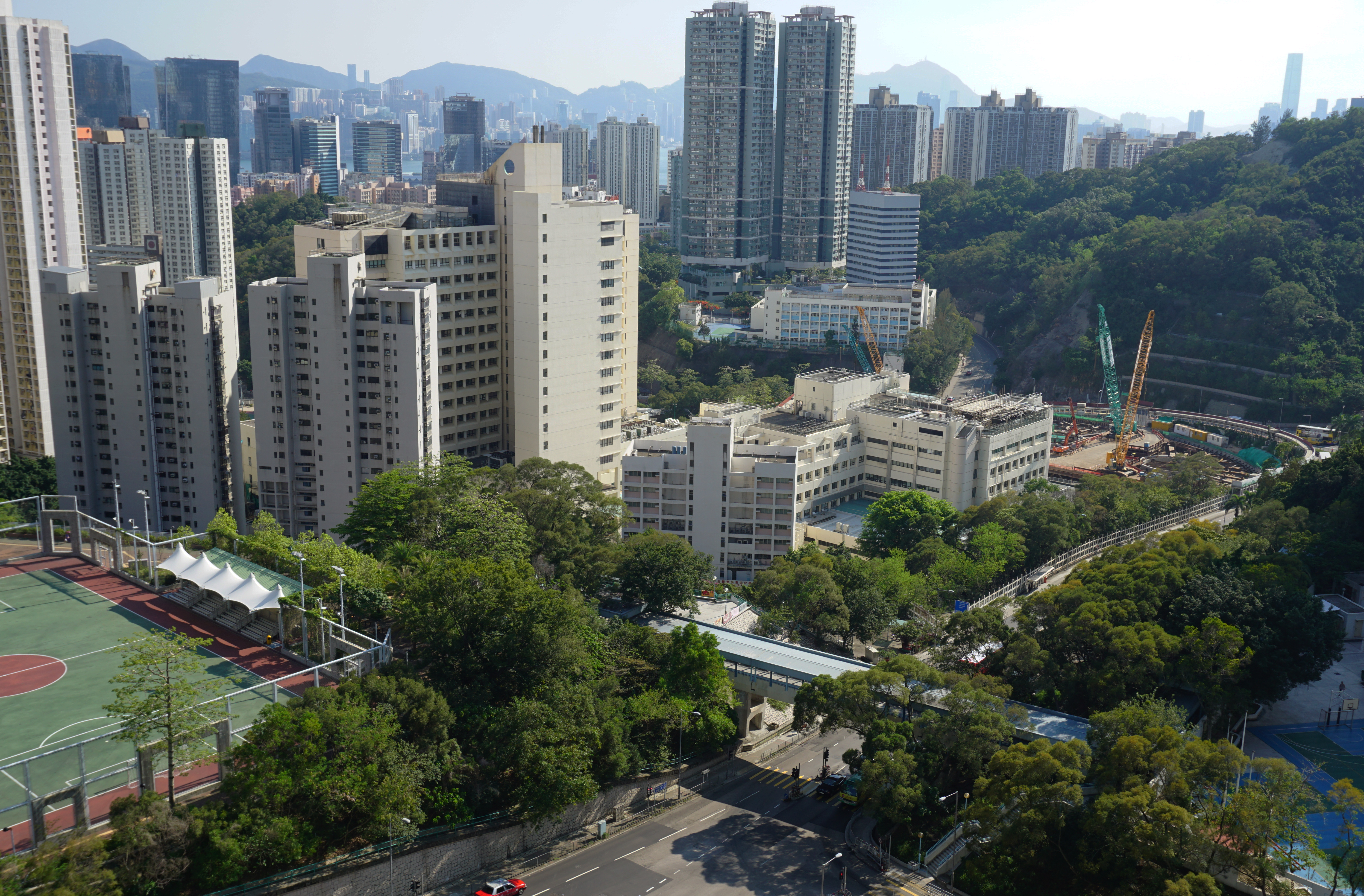
基督教聯合醫院東北面及局部重建工程（右，2018年5月）
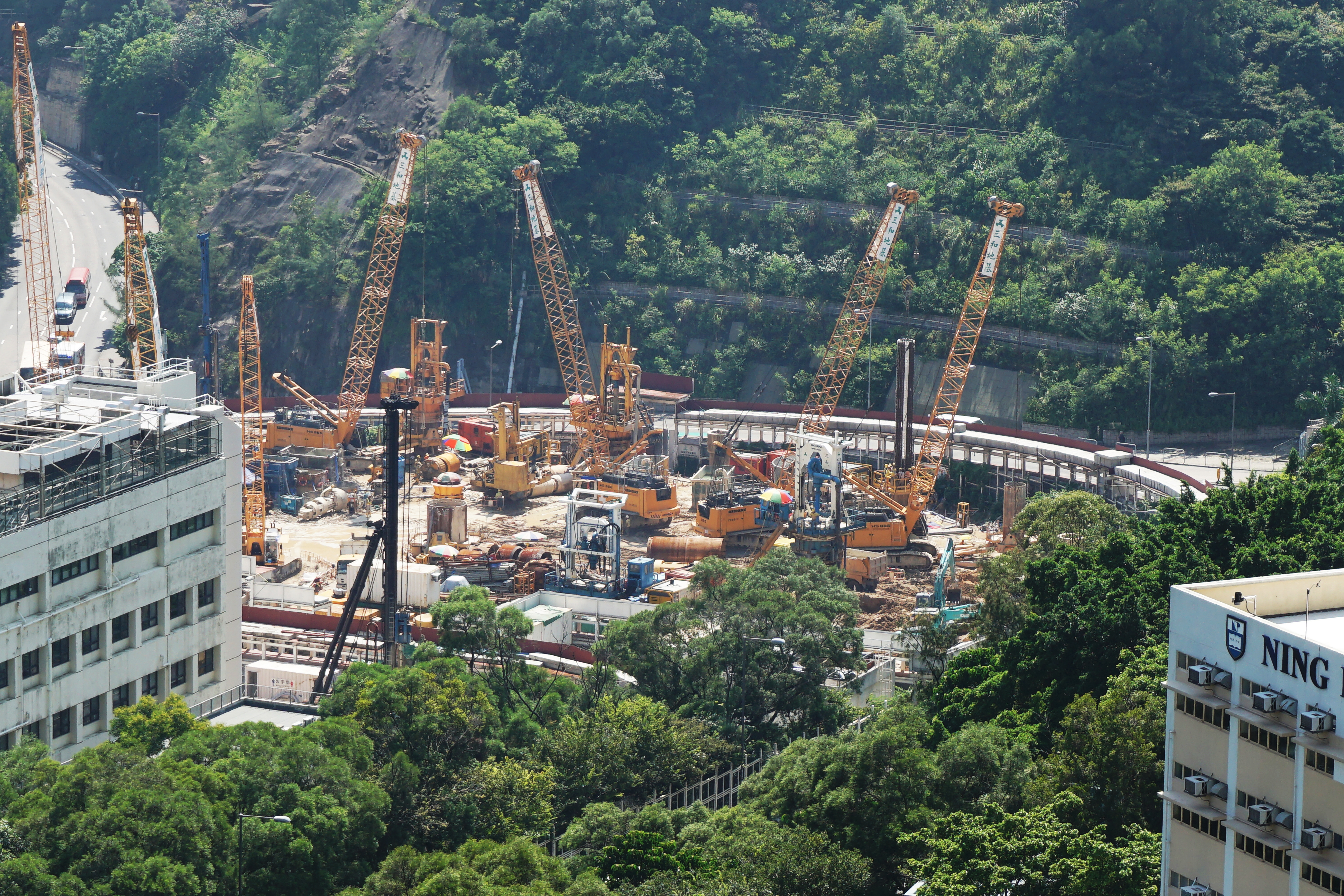
基督教聯合醫院局部重建工程（2016年8月）

## 服務範圍
| 專科服務 - 24小時急症室 - 麻醉及疼痛治療科 - 臨床毒理 - 牙科及口腔頷面外科 - 耳鼻喉科 - 家庭醫學及基層健康科 - 深切治療科 - 內科及老人科 - 婦產科 - 眼科 - 矯形及創傷外科（骨科） - 兒童及青少年科 - 病理科 - 精神科 - 放射及器官造影科 - 外科（包括腦外科） - 腫瘤科 | 專科中心及日間服務 - 東九龍疼痛治療中心 - 耳鼻喉綜合治療中心 - 老人日間醫院 - 香港中毒諮詢中心 - 腎科日間治療中心 - 九龍東醫院聯網基督教聯合醫院寧養中心 - 九龍東醫院聯網乳科中心 - 精神科日間醫院 - 毒理學培訓中心 - 日間手術中心 - 聯合日間治療中心 | 專職醫療服務 - 營養飲食治療 - 職業治療 - 藥劑部 - 物理治療 - 足病治療 - 義肢及矯形服務 - 言語治療 - 醫務社會工作 |

## 重大事件

### 醫生短缺
2011年12月聯合醫院內科部門出現人手緊張。聯合醫院稱內科有72名醫生，包括顧問醫生9人、副顧問醫生21人、駐院醫生42人，只有6個醫生空缺未填補，醫生流失率約為8.3%。不過，據前線醫生透露，出缺的均為負責每日巡房、看門診、候召的前線駐院醫生，而內科駐院醫生原來有約50人，但至今只餘39人，離職率實際高達20%。

### 其他事件

#### 遺失放射物「銫137」
核子醫學組於2008年2月遺失一支銫-137，但醫管局沒公佈劑量，亦沒提醒市民拾獲應如何處理。局方指該液體的放射危險性極低，如距離超過一米，不會對健康構成影響。惟醫院職員早上9時已發現遺失銫-137，院方下午5時報警，延至凌晨零時零五分始發新聞稿公佈，即事發後15小時。

#### 手術燈塌下導致助理受傷
2023年2月18日，手術室內的手術燈突然從天花塌下，一名麻醉助理肩膊撞傷，經檢查後已出院。而事發期間並沒有手術進行。醫管局其後通知各醫院聯網暫時避免使用該型號的手術燈，而全院有5支手術燈出現類似問題。

## 外部連結
- 基督教聯合醫院網站 （页面存档备份，存于）